# 1992年ベルギーグランプリ
1992年ベルギーグランプリ(1992 Belgian Grand Prix)は、1992年F1世界選手権の第12戦として、1992年8月30日にサーキット・スパ・フランコルシャンで開催された。

## 予選
資金難のブラバムが出場を断念したため予備予選が中止となり、アンドレア・モーダが初めて2台そろって本予選に進出したが、予選落ちとなった。土曜日の夜にはオーナーのアンドレア・サセッティが公文書偽造の疑いで逮捕された（その後釈放）。FISAはF1の信用を失墜させたとして、アンドレア・モーダを追放処分とし、その後チームは消滅した。
土曜日の予選2回目が雨に見舞われたため、金曜日の予選1回目の結果によりグリッドが決定した。ナイジェル・マンセルが2位のアイルトン・セナに2秒以上の差をつけてポールポジションを獲得。リカルド・パトレーゼはバスストップ・シケインでスピンして4位。ゲルハルト・ベルガーは土曜朝のフリー走行中にアクアプレーニングによりクラッシュし、軽いむち打ちの症状を訴えたが、決勝への出場は認められた。
エリック・コマスは金曜フリー走行中のクラッシュで一時意識を失い、以後のスケジュールへの参加を取り止めた。

### 予選結果
| 順位 | No | ドライバー                       | チーム                       | タイム   | 差      |
| ---- | -- | -------------------------------- | ---------------------------- | -------- | ------- |
| 1    | 5  | ナイジェル・マンセル             | ウィリアムズ・ルノー         | 1'50.545 | —       |
| 2    | 1  | アイルトン・セナ                 | マクラーレン・ホンダ         | 1'52.743 | +2.198  |
| 3    | 19 | ミハエル・シューマッハ           | ベネトン・フォード           | 1'53.221 | +2.676  |
| 4    | 6  | リカルド・パトレーゼ             | ウィリアムズ・ルノー         | 1'53.557 | +3.012  |
| 5    | 27 | ジャン・アレジ                   | フェラーリ                   | 1'54.438 | +3.893  |
| 6    | 2  | ゲルハルト・ベルガー             | マクラーレン・ホンダ         | 1'54.642 | +4.097  |
| 7    | 25 | ティエリー・ブーツェン           | リジェ・ルノー               | 1'54.654 | +4.109  |
| 8    | 11 | ミカ・ハッキネン                 | ロータス・フォード           | 1'54.812 | +4.267  |
| 9    | 20 | マーティン・ブランドル           | ベネトン・フォード           | 1'54.973 | +4.428  |
| 10   | 12 | ジョニー・ハーバート             | ロータス・フォード           | 1'55.027 | +4.482  |
| 11   | 15 | ガブリエル・タルキーニ           | フォンドメタル・フォード     | 1'55.965 | +5.420  |
| 12   | 28 | イヴァン・カペリ                 | フェラーリ                   | 1'56.075 | +5.530  |
| 13   | 4  | アンドレア・デ・チェザリス       | ティレル・イルモア           | 1'56.111 | +5.566  |
| 14   | 9  | ミケーレ・アルボレート           | フットワーク・無限ホンダ     | 1'56.282 | +5.737  |
| 15   | 14 | エリック・ヴァン・デ・ポール     | フォンドメタル・フォード     | 1'56.674 | +6.129  |
| 16   | 21 | J.J.レート                       | ダラーラ・フェラーリ         | 1'56.809 | +6.264  |
| 17   | 32 | ステファノ・モデナ               | ジョーダン・ヤマハ           | 1'56.889 | +6.344  |
| 18   | 16 | カール・ヴェンドリンガー         | マーチ・イルモア             | 1'57.039 | +6.494  |
| 19   | 22 | ピエルルイジ・マルティニ         | ダラーラ・フェラーリ         | 1'57.267 | +6.722  |
| 20   | 29 | ベルトラン・ガショー             | ラルース・ランボルギーニ     | 1'57.330 | +6.785  |
| 21   | 17 | エマニュエル・ナスペッティ       | マーチ・イルモア             | 1'57.794 | +7.249  |
| 22   | 3  | オリビエ・グルイヤール           | ティレル・イルモア           | 1'57.818 | +7.273  |
| 23   | 24 | ジャンニ・モルビデリ             | ミナルディ・ランボルギーニ   | 1'58.126 | +7.581  |
| 24   | 33 | マウリシオ・グージェルミン       | ジョーダン・ヤマハ           | 1'58.499 | +7.954  |
| 25   | 10 | 鈴木亜久里                       | フットワーク・無限ホンダ     | 1'58.826 | +8.281  |
| 26   | 30 | 片山右京                         | ラルース・ランボルギーニ     | 1'59.383 | +8.838  |
| DNQ  | 23 | クリスチャン・フィッティパルディ | ミナルディ・ランボルギーニ   | 1'59.626 | +9.081  |
| DNQ  | 34 | ロベルト・モレノ                 | アンドレア・モーダ・ジャッド | 2'05.096 | +14.551 |
| DNQ  | 35 | ペリー・マッカーシー             | アンドレア・モーダ・ジャッド | 2'15.050 | +24.505 |
| DNQ  | 26 | エリック・コマス                 | リジェ・ルノー               | No time  |         |

- 上位26台が決勝進出

## 決勝
スタート直前になって雨が降り始めたが、全車スリックタイヤのままでレースに臨んだ。6番グリッドのベルガーがグリーンシグナルでレース開始するもギアボックスの故障で立往生しリタイアとなった。スタートではマンセルが出遅れ、セナ、マンセル、パトレーゼ、シューマッハ、アレジ、ハッキネンの順でオープニングラップを消化した。2周目、ウィリアムズの2台がマシンの性能差を見せつけ、セナを立て続けにパスした。
3周目以降、各車が相次いでピットインしレインタイヤに履き替えた。いち早くピットインしたアレジが2位に浮上するが、ラ・ソースでマンセルと接触してスピンしリタイアした。セナは天候が回復すると読んでドライタイヤのまま走り続けたが、雨脚は強くなる一方で、後続に次々と抜かれて大きく後退した（15周目にウェットタイヤに交換）。上位はマンセル、パトレーゼ、シューマッハ、ブランドル、ハッキネン、カペリの順で周回を重ねた。
20周目、アルボレートがギアボックストラブルでリタイアし、連続完走記録が12でストップした。
レース中盤に雨は止み、再びウェットからドライタイヤへ交換する時期が訪れた。30周目、3位のシューマッハがスタブローでコースオフし、チームメイトのブランドルに抜かれた。この時、シューマッハはブランドルのリアタイヤが摩耗していることを察知、すぐさまピットインしてドライタイヤに交換した。この判断が功を喫してコースに復帰するとファステストラップを叩き出す。一方、ウィリアムズの2台もタイヤ交換を指示されたが、ピットとの無線交信が聞き取りづらく、どちらが先にピットインするのか確かめるのに手間取った。そして、パトレーゼ、マンセルの順にピットインしたが、この間にタイムを稼いだシューマッハが34周目にトップに浮上した。マンセルは追撃体制に入るもエキゾーストパイプが割れるトラブル発生によりペースダウンを余儀なくされ、シューマッハの独走状態となった。セナは残り2周でハッキネンを捉えて5位まで挽回した。
シューマッハは前年に衝撃的なデビューを果たしたスパで、F1参戦18戦目にして初優勝を達成した。ドイツ人ドライバーの優勝は1975年スペインGPのヨッヘン・マス以来17年ぶりとなった。
前戦ハンガリーGPでマンセルがドライバーズタイトルを獲得したのに続き、ウィリアムズのコンストラクターズタイトル制覇が決定した。マクラーレンのタイトル連覇は4でストップした。

### 決勝結果
| 順位 | No | ドライバー                   | チーム                     | 周回 | タイム/リタイア | グリッド | ポイント |
| ---- | -- | ---------------------------- | -------------------------- | ---- | --------------- | -------- | -------- |
| 1    | 19 | ミハエル・シューマッハ       | ベネトン・フォード         | 44   | 1:36'10.721     | 3        | 10       |
| 2    | 5  | ナイジェル・マンセル         | ウィリアムズ・ルノー       | 44   | +36.595         | 1        | 6        |
| 3    | 6  | リカルド・パトレーゼ         | ウィリアムズ・ルノー       | 44   | +43.897         | 4        | 4        |
| 4    | 20 | マーティン・ブランドル       | ベネトン・フォード         | 44   | +46.059         | 9        | 3        |
| 5    | 1  | アイルトン・セナ             | マクラーレン・ホンダ       | 44   | +1:08.369       | 2        | 2        |
| 6    | 11 | ミカ・ハッキネン             | ロータス・フォード         | 44   | +1'10.030       | 8        | 1        |
| 7    | 21 | J.J.レート                   | ダラーラ・フェラーリ       | 44   | +1'38.237       | 16       |          |
| 8    | 4  | アンドレア・デ・チェザリス   | ティレル・イルモア         | 43   | +1 Lap          | 13       |          |
| 9    | 10 | 鈴木亜久里                   | フットワーク・無限ホンダ   | 43   | +1 Lap          | 25       |          |
| 10   | 14 | エリック・ヴァン・デ・ポール | フォンドメタル・フォード   | 43   | +1 Lap          | 15       |          |
| 11   | 16 | カール・ヴェンドリンガー     | マーチ・イルモア           | 43   | +1 Lap          | 18       |          |
| 12   | 17 | エマニュエル・ナスペッティ   | マーチ・イルモア           | 43   | +1 Lap          | 21       |          |
| 13   | 12 | ジョニー・ハーバート         | ロータス・フォード         | 43   | エンジン        | 10       |          |
| 14   | 33 | マウリシオ・グージェルミン   | ジョーダン・ヤマハ         | 42   | +2 Laps         | 24       |          |
| 15   | 32 | ステファノ・モデナ           | ジョーダン・ヤマハ         | 42   | +2 Laps         | 17       |          |
| 16   | 24 | ジャンニ・モルビデリ         | ミナルディ・ランボルギーニ | 42   | +2 Laps         | 23       |          |
| 17   | 30 | 片山右京                     | ラルース・ランボルギーニ   | 42   | +2 Laps         | 26       |          |
| 18   | 29 | ベルトラン・ガショー         | ラルース・ランボルギーニ   | 40   | スピン          | 20       |          |
| Ret  | 25 | ティエリー・ブーツェン       | リジェ・ルノー             | 27   | スピン          | 7        |          |
| Ret  | 28 | イヴァン・カペリ             | フェラーリ                 | 25   | エンジン        | 12       |          |
| Ret  | 15 | ガブリエル・タルキーニ       | フォンドメタル・フォード   | 25   | エンジン        | 11       |          |
| Ret  | 9  | ミケーレ・アルボレート       | フットワーク・無限ホンダ   | 20   | ギヤボックス    | 14       |          |
| Ret  | 27 | ジャン・アレジ               | フェラーリ                 | 7    | パンク          | 5        |          |
| Ret  | 3  | オリビエ・グルイヤール       | ティレル・イルモア         | 1    | クラッシュ      | 22       |          |
| Ret  | 2  | ゲルハルト・ベルガー         | マクラーレン・ホンダ       | 0    | ギヤボックス    | 6        |          |
| Ret  | 22 | ピエルルイジ・マルティニ     | ダラーラ・フェラーリ       | 0    | スピン          | 19       |          |

- ラップリーダー - セナ (LAP1,7-10)、マンセル (LAP2-3,11-33)、パトレーゼ (LAP4-6)、シューマッハ (LAP34-44)